# Tracy Ashton
Tracy Ashton es una actriz de cine y televisión estadounidense. Tuvo una licenciatura de la Southern Illinois University en danza. En todos sus papeles, Tracy Ashton, aparece como personas de movilidad reducida, porque su pierna izquierda está amputada por encima de la rodilla.

## Vida personal
Tracy Ashton es la madre de un hijo llamado Noah.

## Filmografía
| Cine        | Cine              | Cine                 | Cine                                    |
| Año         | Película          | Personaje            | Notas                                   |
| ----------- | ----------------- | -------------------- | --------------------------------------- |
| 2003        | Stuck on You      | Agente de casting #2 |                                         |
| 2006        | Inland Empire     | La hermana de Marina | Mujer de una pierna                     |
| rodaje      | Book Group        | Ruth                 | cortometraje                            |
| Televisión  |                   |                      |                                         |
| Año         | Serie             | Personaje            | Notas                                   |
| 1972 - 1973 | The Delphi Bureau | Chica con panfletos  | Episodio: "Piloto"                      |
| 2005 - 2009 | My Name Is Earl   | Didi                 |                                         |
| 2013        | Raising Hope      | Gina                 | Episodio: "Credit Where Credit Is Due'" |